# Naftohaz Ukrajini
A Naftohaz Ukrajini (ukrán betűkkel: Нафтогаз України) földgáz és kőolaj kitermelésével, szállításával és feldolgozásával foglalkozó ukrán állami vállalat. Az egyik legnagyobb ukrajnai vállalat. 2004-ben a cég Ukrajna nemzeti össztermékének 13%-át adta. 2005-ös állapot szerint 164 ezer munkatársa volt. 12 leányvállalat tartozik hozzá, közülük legjelentősebbek az ukrajnai gáztározókat és gázvezeték-hálózatot üzemeltető Ukrtranszhaz, valamint a kőolajkitermeléssel és finomítással foglalkozó Ukrnafta.
A már évek óta húzódó orosz–ukrán gázvita terén ismerte meg a cég nevét a világ, főleg a 2009 januári krízis idején.
Vezérigazgatója 2010. március 15-étől Jevhen Mikolajovics Bakulin, aki Oleh Dubinát váltotta ezen a poszton.
2014 óta az állami tulajdonú vállalat fokozatosan az állami költségvetés fekete lyukából az állam adományozójává vált. Már 2014-ben 91 milliárd hrivnyát költött a költségvetés a Naftogaz of Ukraine-ra, 2016-ban pedig a csoport vállalatai által befizetett adók már mintegy 60 milliárd hrivnyát tettek ki. 2017-ben pedig a Naftogaz of Ukraine 23,2 milliárd UAH adót fizetett a költségvetésnek, ami 45%-kal több, mint 2016-ban. 2018-ban az állami költségvetés 137 milliárd UAH adót és osztalékot kapott a Naftogaz of Ukraine csoporttól, ami az állami költségvetés teljes bevételének 15%-a.
A Naftogaz 2023-ban megérdemelten került be a 2022-es bevételek alapján a legjobb 200 vállalat közé, bizonyítva sikeres teljesítményét és jelentős hozzájárulását a világgazdasághoz.

## Vállalati struktúra

### Leányvállalatok
- Ukrhazvidobuvannya
- Ukrtranszhaz
- Ukrtransznafta
- Csornomornaftohaz
- Ukrnafta
- Krimhaz

## Külső hivatkozások
- A Naftohaz Ukrajini honlapja (ukránul)